# Аргираспиды
Аргираспиды (др.-греч. Ἀργυράσπιδες — «серебряные щиты») — подразделение армии Александра Македонского, называемое так из-за использования посеребренных щитов.
Впервые аргираспидов, которыми руководил Никанор, упоминают Диодор Сицилийский и Квинт Курций Руф при описании битвы при Гавгамелах 331 года до н. э.. Согласно современным оценкам, аргираспиды в македонской армии появились позднее, они были выделены из гипаспистов в 327 году до н. э. или несколькими годами позднее. В связи с этим античные авторы могут путать термины «гипасписты» и «аргираспиды». 
Аргираспиды были элитным подразделением и высоко ценились Александром. Это было подразделение гипаспистов, которому дали имя «аргираспиды» во время кампании в Индии. (Прил. Анаб. 7.11.3).
Они сражались в фалангах, аналогично македонским сариссофорам (фалангистам), хотя были в состоянии выполнять задачи, типичные для гипаспистов, такие как нападения на стратегические позиции или городские стены. Подобно фалангистам времени Филиппа и Александра, аргираспиды носили нагрудник (хитон) из войлока или кожи, металлические поножи-кнемиды; металлические нагрудники аргираспиды не носили, кроме, возможно, офицеров. В состав вооружения входил щит, больший по размеру, чем у фалангитов, железный шлем, меч и короткое копьё (дорация), более управляемое, чем сариса. Максимальная численность аргираспидов оценивается в 3 тыс. человек. Аргираспиды должны были выступать в качестве тактической связи между фалангой и тяжёлой конницей. Гвардия аргираспидов совместно с гетайрами приносила Александру победы. Фаланга сариссофоров просто создавала линию фронта и ударной силой не являлась.
Аргираспиды были подразделением ветеранов, и хотя многим было уже около 60 лет, их боялись и уважали за опыт и боевые способности.

## Во времена войн диадохов
В 323 году до н. э. когда Александр умер, аргираспиды перешли в подчинение Эвмену.
В 321 году до н. э. аргираспиды сопровождали Пердикку в Египте во время его кампании против Птолемея, но затем подняли бунт. Их лидер Антиген был одним из убийц Пердикки. Во время соглашения в Трипарадисе аргираспиды выступили против Антипатра, которому, однако, удалось убедить их вернуться под его командование и направить в качестве гарнизона для охраны сокровищницы Суз. Вернувшись в Киликию, они перешли в 319 году до н. э. на службу к Полиперхону, новому регенту Македонии, который доверил командование ими Эвмену. Но тот по происхождению был греком, а не македонянином, и его авторитет был немедленно оспорен Антигоном и его заместителем Тевтамом.
В битве при Габиене аргираспиды перешли на сторону Антигона, когда ему удалось захватить обоз, в котором находились их семьи и всё богатство, накопленное ими за годы войн. Аргираспиды получили свой обоз, взамен передав Антигону арестованного Эвмена (316 год до н. э.). Однако Антигон, который настороженно относится к этому подразделению, казнил Антигена и, вероятно, Тевтама.
Вскоре Антигон начал рассредотачивать аргираспидов, потому что они были слишком «буйными». Антигон передал аргираспидов сатрапу Сибиртию из Арахозии небольшими группами и, таким образом, быстро сократил их количество.
Аргираспиды и их семьи были расселены в Арахосии, где большая их часть погибла в пограничных стычках.

## Аргираспиды Селевкидов
Селевкиды, которые контролировали Сирию, имели пехотный отряд фаланги, также известный как аргираспиды. В битве при Рафии (217 год до н. э.) они заняли позиции против фаланги Птолемея IV. Полибий писал, что эти аргираспиды были вооружены в македонском стиле (Полиб. 5.79.4, 82.2). Их расположение в битве при Магнезии рядом с царём свидетельствует о том, что эти аргираспиды, возможно, были элитной гвардией в армии Селевкидов. В подразделение набирались войска по всему царству (Полиб. 5.79.4). Во время битвы за Рафию в нём было 10 000 человек. На параде в Дафни, состоявшемся в 166 году до н. э., который организовал Антиох IV Эпифан, было около 5 тысяч аргираспидов. Но Полибий описал ещё пятитысячный отряд, частично вооружённый и экипированный в римском стиле. Шимон Бар-Кохба предположил, что этот отряд также состоял из аргираспидов, поэтому общее количество аргираспидов было ещё 10 000.
Ливий упоминает о кавалерийском подразделении под названием Серебряные щиты, которое было частью армии Антиоха III в Магнезии.

## Римские аргираспиды
Римский император Александр Север, подражая Александру Македонскому, создал в своей армии отряды, называемые аргираспидами («серебряные щиты») и хрисаспидами («золотые щиты»).
.